# Søren Kragh Andersen
Søren Kragh Andersen (født 10. august 1994) er en dansk cykelrytter, der kører for Lidl-Trek.

## Karriere
I september 2015 blev det annonceret, at han ville blive en del af Team Giant-Alpecin fra 2016 på en to-årig kontrakt. Holdet skiftede navn til Team Sunweb i 2017.
Søren Kragh Andersen fik for alvor sit gennembrud i 2018, hvor han under Tour de France bar den hvide ungdomstrøje i syv dage, og blev nummer fem på løbets afsluttende enkeltstart. Derudover var han en af de vigtigste hjælperyttere for sin kaptajn på Team Sunweb, hollænderen Tom Dumoulin, der sluttede på en samlet andenplads i løbet. Kragh Andersen sluttede sæsonen af ved at vinde endagsløbet Paris-Tours.
Ved Tour de France 2020 vandt Kragh Andersen både 14. og 19. etape. I 2023 vandt han sit første endagsløb på World Touren, da han kom først over stregen i Eschborn Frankfurt.

## Privat
Han er lillebror til tidligere cykelrytter og nu ekspertkommentator hos Warner Bros. Discovery Danmark, Asbjørn Kragh Andersen.

## Meritter
2014
Vinder af  DM i enkeltstart for U-23 herrer
3. plads i Himmerland Rundt
3. plads i La Côte Picarde
8. plads samlet i Tour of Taihu Lake
Vinder af  Ungdomskonkurrencen
2015
Vinder samlet af  ZLM Roompot Tour
Vinder af 1. & 2. etape (TTT)
Tour de l'Avenir
Vinder af Prologen & 3. etape
Vinder af Hadeland GP
2. plads samlet i Tour des Fjords
Vinder af 4. etape
2016
4. plads samlet i Ster ZLM Toer
6. plads samlet i Tour of Qatar
Vinder af  Ungdomskonkurrencen
2017
Vinder af 3. etape i Tour of Oman
2. plads i Paris-Tours
4. plads i DM i enkeltstart
2018
Vinder af Paris-Tours
Vinder af 6. etape i Tour de Suisse
Tour de France
Nr. 7 i ungdomskonkurrencen
2019
2. plads samlet i Volta ao Algarve
2020
Tour de France
Vinder af 14. og 19. etape
2. plads samlet i BinckBank Tour
Vinder af 4. etape
3. plads i Omloop Het Nieuwsblad
10. plads samlet i Paris-Nice
Vinder af 4. etape
2021
6. plads samlet i PostNord Danmark Rundt
9. plads i Milano-Sanremo
2022
4. plads samlet i PostNord Danmark Rundt
5. plads i Gent-Wevelgem
7. plads i Milano-Sanremo
2023
Vinder af Eschborn-Frankfurt
5. plads i Milano-Sanremo
2025
Vinder af  DM i linjeløb

### Grand Tour tidslinje
| Grand Tour      | 2017 | 2018 | 2019 | 2020 | 2021 | 2022 | 2023 | 2024 |
| --------------- | ---- | ---- | ---- | ---- | ---- | ---- | ---- | ---- |
| Giro d'Italia   | —    | —    | —    | —    | —    | —    | —    | —    |
| Tour de France  | —    | 52   | DNF  | 58   | DNF  | —    | 122  | DNF  |
| Vuelta a España | 106  | —    | —    | —    | —    | —    | —    | —    |

| —   | Deltog ikke      |
| DNF | Gennemførte ikke |
| IG  | I gang           |